# Gordiacea
Gordiacea är ett släkte av insekter. Gordiacea ingår i familjen vedstritar.
Kladogram enligt Catalogue of Life:
| Gordiacea | \| \| Gordiacea oculata \| \| \| \| \| \| Gordiacea patula \| \| \| \| |
|           | \| \| Gordiacea oculata \| \| \| \| \| \| Gordiacea patula \| \| \| \| |
|           | Gordiacea oculata                                                      |
|           |                                                                        |
|           | Gordiacea patula                                                       |
|           |                                                                        |